# Hrabstwo Sunbury
Sunbury – historyczne hrabstwo (county) kanadyjskiej prowincji Nowy Brunszwik z ośrodkiem kolejno w: Maugerville, Burton i Oromocto, powstałe w 1765, współcześnie jednostka podziału statystycznego (census division). Według spisu powszechnego z 2016 obszar hrabstwa to: 2696,53 km², a zamieszkiwało wówczas ten obszar 27 644 osób.
Hrabstwo, którego nazwa pochodzi od tytułu George’a Montagu Dunka (m.in. wicehrabiego Sunbury), zostało wydzielone 30 kwietnia 1765 z nowoszkockiego hrabstwa Cumberland (delimitacja granicy w 1770) i do podziału w 1786 (w konsekwencji wydzielenia kolonii Nowy Brunszwik) obejmowało również całą pozostałą zachodnią część współczesnej prowincji (tj. dolinę rzeki Saint John i tereny wokół zatoki Passamaquoddy Bay).
Według spisu powszechnego z 2011 obszar hrabstwa zamieszkiwało 27 143 mieszkańców; język angielski był językiem ojczystym dla 89,6%, francuski dla 8,8% mieszkańców.